# UnixWare
UnixWare, és un sistema operatiu comercial de la família Unix per a arquitectures Intel x86, basat en System V R4.2 (posteriorment System V R5)i actualment desenvolupat per SCO Group. Avui dia, l'última versió és la 7.1.4 MP4 i és compatible amb la majoria de les aplicacions lliures clàssiques Unix(Apache, Squid, etc.)
Fou desenvolupat inicialment per Univel (que el va comercialitzar en 1991-1993), després de successives adquisicions va passar per les mans de Novell (1993-1995), Santa Cruz Operation (1995-2001), fins a aplegar a Caldera Systems (companyia anomenada The SCO Group, en l'actualitat).
Està certificat per The Open Group com a compatible amb l'estàndard UNIX 95

## Historial de versions
| Any  | Versió     | Companyia  | Codi base | Versió kernel | Descripció                                                   |
| ---- | ---------- | ---------- | --------- | ------------- | ------------------------------------------------------------ |
| 1991 | 1.0        | Univel     | SVR4.2    | 1             |                                                              |
|      | 1.1        | Univel     |           | 1             |                                                              |
| 1993 | 1.2        | Novell     |           | 1             |                                                              |
|      | 1.3        | Novell     |           | 1             |                                                              |
| 1995 | 2.0        | Novell     | SVR4.2MP  | 2.1           | Suport SMP                                                   |
| 1995 | 2.1        | "Vell" SCO |           | 2.1           |                                                              |
|      | 2.1.1      | "Vell" SCO |           | 2.1.1         |                                                              |
|      | 2.1.2      | "Vell" SCO |           | 2.1.2         |                                                              |
|      | 2.1.3      | "Vell" SCO |           | 2.1.3         |                                                              |
| 1997 | 7          | "Vell" SCO | SVR5      | 7.0.1         | Una "fusió" de UnixWare 2 i OpenServer 5                     |
|      | 7.0.1      | "Vell" SCO |           | 7.0.1         |                                                              |
| 1999 | 7.1.0      | "Vell" SCO |           | 7.1.0         |                                                              |
| 2001 | 7.1.1      | "Vell" SCO |           | 7.1.1         |                                                              |
|      | OpenUNIX 8 | Caldera    |           | 7.1.2         |                                                              |
| 2003 | 7.1.3      | SCO Group  |           | 7.1.3         |                                                              |
| 2004 | 7.1.4      | SCO Group  |           | 7.1.4         | 4 Maintenance packs (MP1:2004, MP2:2005, MP3:2006, MP4:2008) |